# 江原啓之への質問状 〜永遠の記憶〜
『江原啓之への質問状・永遠の記憶』（えはらひろゆきへのしつもんじょう・えいえんのきおく）は、2007年5月27日に、WOWOW放送されたテレビドラマである。
スピリチュアル・カウンセラー、江原啓之がテレビドラマを初監修した作品。
主演は、髙嶋政宏、羽田美智子。

## ストーリー
エリート商社マンで仕事人間である宗男（髙嶋政宏）と教育熱心な妻の佐智子（羽田美智子）は、
息子の将来を思って息子の圭介に勉強を強要し育てていた。
そんなある日、突然、主人公の宗男は倒れ、癌を宣告され、妻と息子を残し、死んでしまう。
自分が亡くなったことに気づいていない宗男は、死後、幽霊界で知り合った榊田（西村まさ彦）と再会し、
生きている間に、家族に対して正面から向き合ってあげられなかったことを悔やむ。
宗男は何とかして、佐智子と圭介に自分の愛情を伝えようと努力し、やがてその思いは圭介へと通じてゆく・・・。

## キャスト
- 髙嶋政宏
- 羽田美智子
- 西村まさ彦
- 戸田菜穂
- 山下徹大
- 高橋かおり
- 品川祐（品川庄司）
- 伊藤裕子
- 小清水一揮
- 冨士眞奈美

## スタッフ
- 監督：香月秀之
- 監修：江原啓之
- 原作：江原啓之
- 脚本：香月秀之
- 局系列WOWOW
- 制作会社：フレッシュハーツ

## 原作
「江原啓之への質問状」
書籍定価：933円＋税
出版社：徳間書店
初版：2005年12月31日